# Монгохтинське сільське поселення
Монго́хтинське сільське поселення (рос. Монгохтинское сельское поселение) — сільське поселення у складі Ванінського району Хабаровського краю Росії.
Адміністративний центр та єдиний населений пункт — селище Монгохто.

## Населення
Населення сільського поселення становить 3723 особи (2019; 4120 у 2010, 4372 у 2002).